# Zołotuchy (Ukraina)
Zołotuchy (ukr. Золотухи) – wieś na Ukrainie, w obwodzie połtawskim, w rejonie łubieńskim, w hromadzie Orżycia. W 2001 liczyła 477 mieszkańców.